# Periodo de los duques
El periodo de los duques (en italiano: Periodo dei duchi o Periodo dell'anarchia) es como se conoce en la historiografía del reino lombardo al periodo histórico acontecido entre los años 574/575 y 584/585 (según interpretaciones), que supuso un interregno en dicho reino. Durante el mismo, la parte de la península itálica que controlaban los lombardos estuvo gobernada solamente por duques lombardos, sin ningún rey. Se suele tomar como referencia a Pablo el Diácono, que señala la duración  del periodo en diez años; otras fuentes, como la Crónica de Fredegario, el Origo gentis Langobardorum o Próspero de Aquitania le añaden dos años más.

## Causas
Los lombardos habían penetrado en la península itálica en el año 568 liderados por el rey Alboino. Tras el asesinato de éste le sucedió su hijo Clefi, cuyo mandato fue corto y duro. A su muerte los lombardos, según era su tradición, no eligieron a ningún nuevo rey, sino que dejaron el territorio en manos de los duques, quienes fueron capaces de organizarse para continuar expandiendo el reino.

## Fin del interregno
En el año 584 subió al trono Autario, dando fin al mandato de los duques.